# オオシロピンノ
オオシロピンノ（Arcotheres sinensis）は、十脚目カクレガニ科のカニ。アサリに寄生することで有名。アサリに入れるくらいのサイズなので非常に小さく、甲長約6ミリ、甲幅1.5cmほど。太平洋側では九州から岩手県にかけて、日本海側でも九州から北海道にかけてと日本全国に広く分布し、カクレガニの仲間としてはカギヅメピンノと並んで日本でもっとも普通に見られる種である。
御典医の栗本丹洲が文化8年（1811年）に完成させた手稿本『千蟲譜』に「虱蟹」という種が記載されているが、荒俣宏はこれを本種またはカギヅメピンノであろうとする。

## 生態
二枚貝の中に入って暮らし、貝が海水中から濾過して得た餌を横取りして生活している。アサリの他にもハマグリ、カキやイガイ類に入ることが知られており、外来種であるミドリイガイやムラサキイガイまで利用する。寄生性の生物は宿主に対するより好みが激しいものが多い中、これほどいろいろな二枚貝に入るのは珍しいとも言える。とくにムラサキイガイについては、移入から間もない1939年の標本からすでに本種が見つかっており、彼らの適応能力が窺われる。
アサリの中に入っているオオシロピンノはほとんどがメス。オスは普段外にいて、交尾のときだけ二枚貝の中に入るのではないかと考えられている。メスについても、貝の中から出しても半年くらい生き延びるものもあり、そこまで宿主への依存性は高くないようだ。

## 生活史
多くの他のカニと同様、浮遊幼生であるゾエア、メガロパを経て、稚ガニへと成長する。秋頃にふ化し、翌年の初夏にかけて甲長2 - 4ミリの小型のカニが多く見られるようになる。それらは秋ごろまでには概ね5ミリ以上になり、抱卵するようになると考えられている。これはカクレガニ科のカニ全般に言えることだが、「どのように宿主に入るのか」についての研究は少なく、あまりよくわかっていない。

## 人間との関係
アサリの身入りが減ることが知られており、漁業関係者からは注目されてきた。食感が気になるかもしれないが、アサリと一緒に食べて問題ない。